# Escuela Militar de Ciencias de la Educación
La Escuela Militar de Ciencias de la Educación (EMCE) es un centro docente de las Fuerzas Armadas españolas integrado en la Academia Central de la Defensa.
Sucesora del centro ubicado en la Escuela de Suboficiales de San Fernando (Cádiz) en 1957, fue creada el 24 de noviembre de 1992 en virtud de la Orden del Ministerio de Defensa 89/1992. Desde 2015 está integrada en la Academia Central de la Defensa.
La Escuela Militar de Ciencias de la Educación imparte enseñanza de perfeccionamiento al personal de las Fuerzas Armadas Españolas dedicado a la enseñanza militar y la investigación. Depende directamente del General Director de la Academia Central de la Defensa. 